# Teufelsbadstube
Die Teufelsbadstube ist eine Rhätsandsteinschlucht westlich von Kalchreuth im mittelfränkischen Landkreis Erlangen-Höchstadt in Bayern.

## Lage
Die Schlucht liegt etwa 1500 Meter südwestlich der Gemeinde Kalchreuth.

## Beschreibung
Die Teufelsbadstube ist etwa 500 Meter lang, bis zu 75 Meter breit und bis zu 25 Meter tief eingeschnitten. Zum Teil wird die Schlucht von verwitterten Felsformationen aus Sandstein umschlossen. Der die Schlucht durchfließende Bach Teufelsgraben entspringt etwa 400 Meter östlich von der Teufelsbadstube und wird nahe dem Felsenkeller ergänzend von der Stephansquelle gespeist. Nach etwa zwei Kilometern vereint sich der Teufelsgraben mit dem Röstgraben und wird nachfolgend zum Eschergraben.
Im oberen Teil der Schlucht ist ein kleiner Wasserfall entstanden. Das Wasser fällt hier über eine Schichtstufe etwa 2 Meter in die Tiefe.
Die Schlucht ist größtenteils zugewachsen und schwer zugänglich.

## Geologie
Vor etwa 200 Millionen Jahren, in der Übergangszeit zwischen Trias (Oberer Keuper = Rhät) und Jura (Lias), gab es in Mittelfranken ein flaches Binnenmeer im Nordwesten und Festland im Südosten. In diesem Meer wurden feinkörnige und sandige Sedimente abgelagert, die sich später zu Ton- und Sandstein verfestigten. Da man nicht klar unterscheiden kann, welche der Gesteine dem Rhät und welche dem Lias zuzuordnen sind, bezeichnet man sie als Rhät-Lias-Übergangsschichten.
Die Landschaftsstruktur des Sebalder Reichswalds wird durch einen klaren geologischen Aufbau geprägt. Die Rhät-Lias-Übergangsschichten nehmen im Sebalder Wald einen relativ breiten Raum ein. Aus den östlich anschließenden Höhenzügen der Fränkischen Alb stoßen einzelne Rücken nach Westen in Richtung Mittelfränkisches Becken vor. Von Nuschelberg über Heroldsberg bis Unterschöllenbach zieht sich fast geschlossen die Geländestufe des Rhät mit wechselnder Breite. Ein großer Rhät-Bereich zieht von Günthersbühl in Richtung Lauf. An einigen Stellen haben sich hier Bäche tief in die Rhätfelsen eingeschnitten und so natürliche Gesteinsaufschlüsse hervorgebracht.
Etwa zwei Kilometer südöstlich der Teufelsbadstube befindet sich eine weitere Räthsandsteinschlucht, die Stettenberger Schlucht.

## Schutzgebiet
Das Gebiet ist vom Bayerischen Landesamt für Umwelt als Geotop 572R001 ausgewiesen. Siehe auch die Liste der Geotope im Landkreis Erlangen-Höchstadt.

## Tourismus
Die Teufelsbadstufe stellt ein nahtouristisches Ausflugsziel dar und ist ganzjährig frei zugänglich. Zahlreiche Wanderwege führen an diesen Ort, an dem sich auch ein in den Sommermonaten bewirtschafteter Bierkeller befindet. Parkmöglichkeiten finden sich direkt vor Ort.

## Bilder

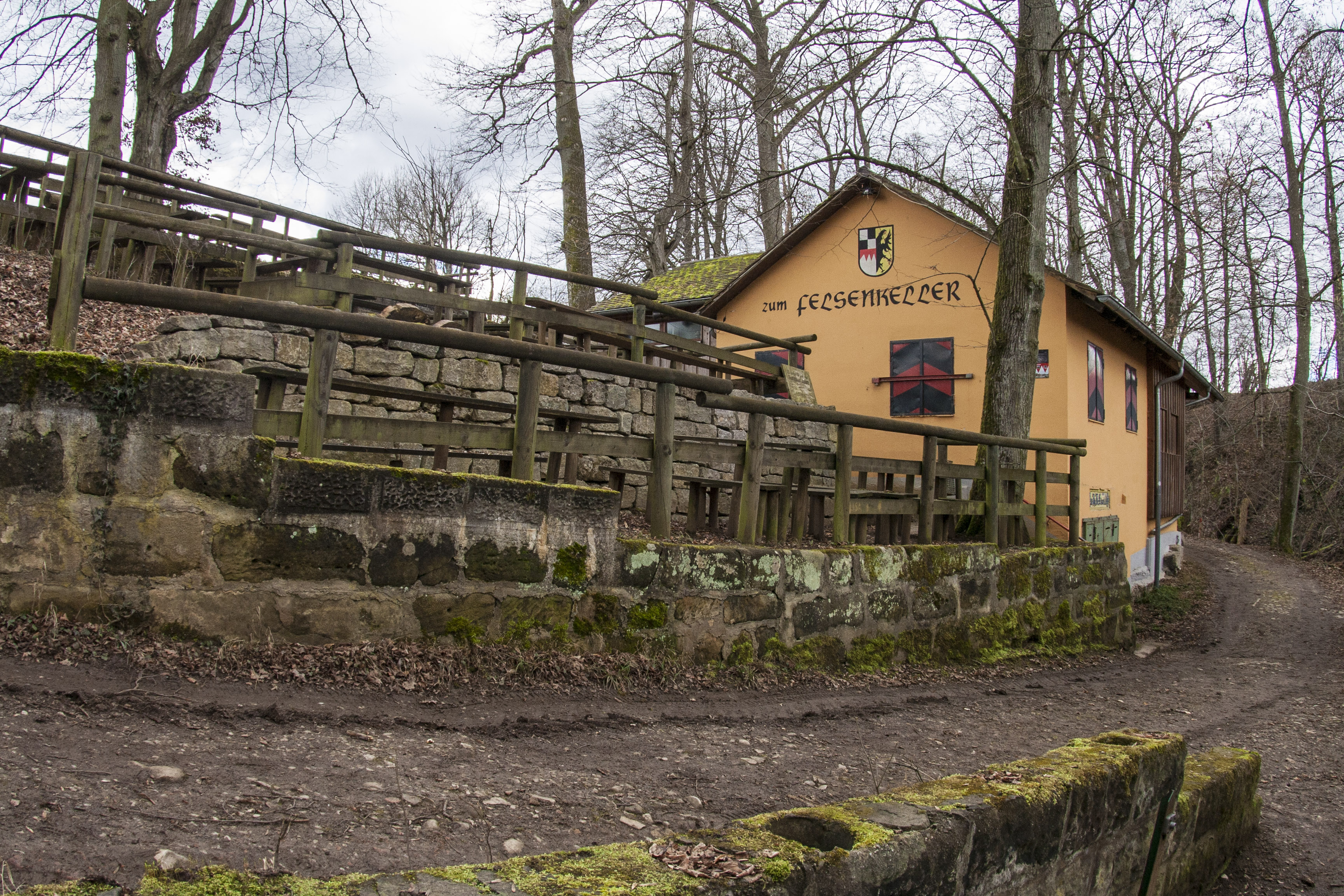
Der Felsenkeller
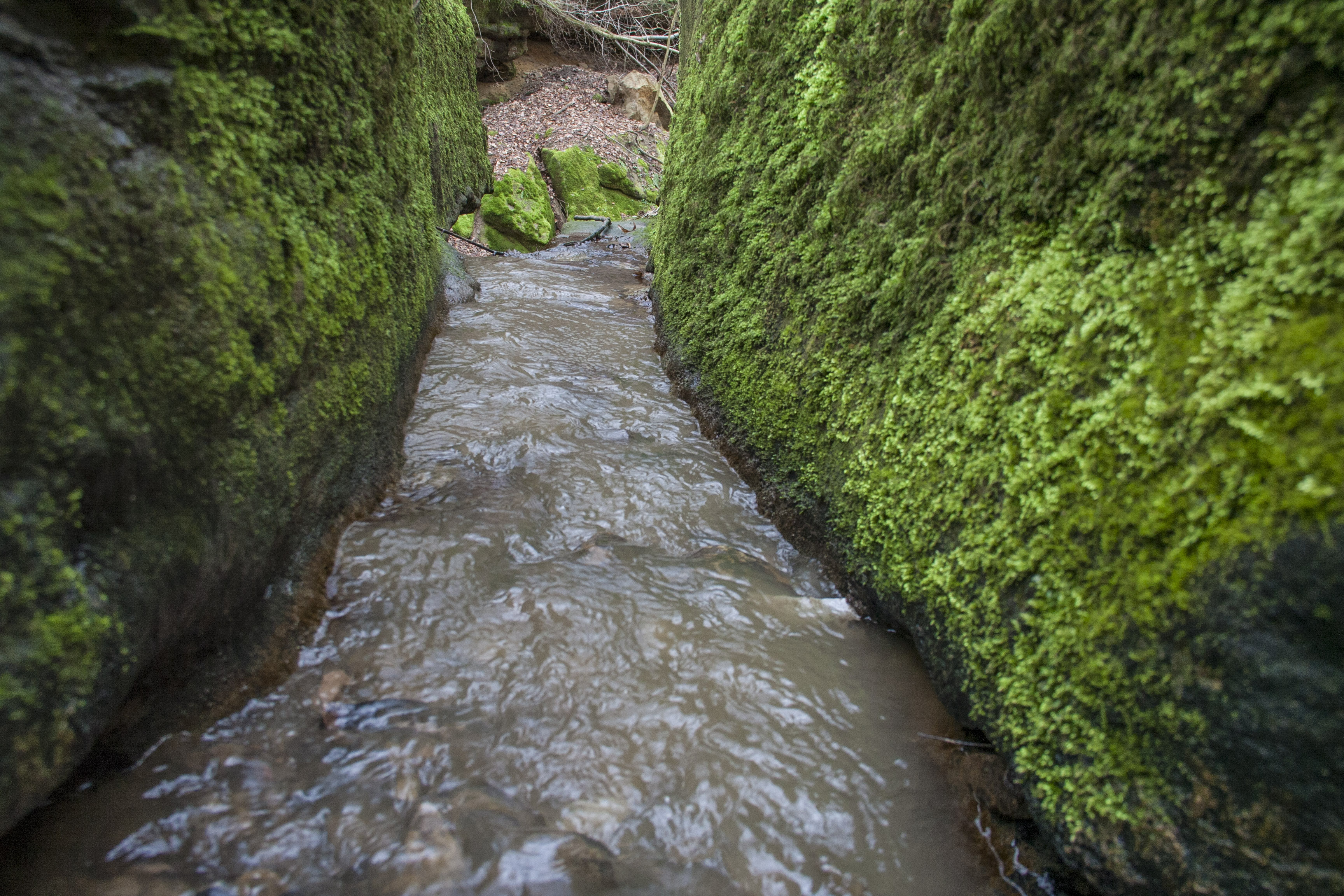
Bachrinne vor dem Wasserfall
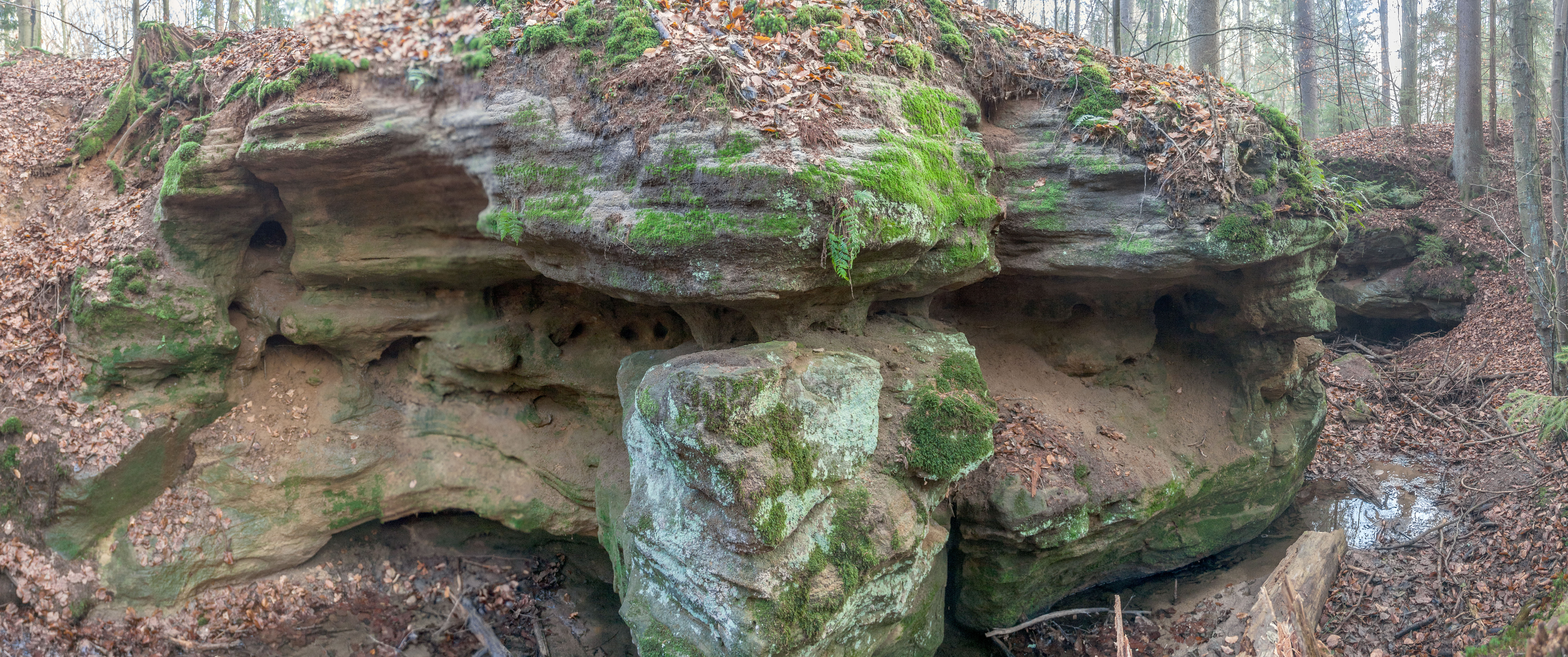
Stettenberger Schlucht